# Krzyż Katyński w Krakowie
Krzyż Katyński – pomnik w postaci krzyża upamiętniający ofiary zbrodni katyńskiej znajdujący się w Krakowie u podnóża Wawelu na placu im. ojca Adama Studzińskiego, przy kościele św. Idziego, poświęcony 19 maja 1990 roku.

## Forma
Krzyż Katyński w Krakowie, o wysokości 5 m, wykonany z ciemnobrązowego drewna, ma na belce poprzecznej złocony napis KATYŃ oraz daty 1940 i 1990.
U podnóża znajduje się granitowa tablica o wymiarach 60 cm na 80 cm, na której wymieniono tragiczne miejsca związane z najnowszą historią Polski. Na tablicy znajdują się następujące nazwy:
- Kozielsk – Ostaszków
- Starobielsk
- Workuta – Donbas – Sybir
- Łubianka
- Wronki – Rawicz – Mokotów
- Montelupich
- Poznań
- Gdańsk – Gdynia – Szczecin
- KWK Wujek – Lubin
- Nowa Huta
- NN

## Historia i uroczystości

### Fundatorzy, autor i poświęcenie w 1990
Krzyż Katyński w Krakowie został ufundowany przez Zarząd Regionu Małopolska NSZZ „Solidarność” oraz Komitet Opieki nad Kopcem Józefa Piłsudskiego w Krakowie. Autorem projektu jest krakowski artysta rzeźbiarz Jacek Marek. Krzyż Katyński poświęcono w czasie uroczystej mszy w dniu 19 maja 1990 roku; ceremonii poświęcenia dokonał kardynał Franciszek Macharski. Pod Krzyżem Katyńskim odbywają się uroczystości upamiętniające ofiary zbrodni katyńskiej.

### Prace konserwatorskie w 2000
W 2000 roku, w 60. rocznicę zbrodni, pomnik został odnowiony pod kierunkiem autora. Drewno zaimpregnowano i uzupełniono ubytki, ponownie pozłocono litery na belce poprzecznej i uzupełniono litery na tablicy u podnóża pomnika. Prace konserwatorskie sfinansował Region Małopolska NSZZ „Solidarność” oraz sponsorzy.

### Krzyż Katyński po katastrofie polskiego Tu-154M w Smoleńsku

#### Upamiętnienie ofiar katastrofy i marsze pamięci (2010 rok)
W 2010 roku, po katastrofie polskiego Tu-154M w Smoleńsku, koło Krzyża Katyńskiego zbierali się licznie mieszkańcy Krakowa, zapalali znicze i składali kwiaty. 10 kwietnia 2010 roku w Krakowie odbył się marsz milczenia studentów Uniwersytetu Jagiellońskiego; przeszli oni spod gmachu Collegium Novum pod Krzyż Katyński, niosąc zdjęcia czterech ofiar katastrofy: Marii Kaczyńskiej, Lecha Kaczyńskiego, Anny Walentynowicz i Janusza Kurtyki. Uczestnicy marszu złożyli pod Krzyżem Katyńskim kwiaty, zapalili znicze, a krótką modlitwę poprowadził biskup Józef Guzdek.
13 kwietnia 2010 roku w Krakowie odbył się marsz pamięci ofiar Katynia, którego uczestnicy przeszli spod kościoła Mariackiego pod Krzyż Katyński, gdzie uczcili minutą ciszy pamięć ofiar katastrofy w Smoleńsku.
16 kwietnia 2010 roku w Krakowie odbył się marsz studentów Wyższej Szkoły Europejskiej im. ks. Józefa Tischnera, którzy złożyli wieniec pod Krzyżem Katyńskim i oddali hołd ofiarom katastrofy w Smoleńsku.
10 czerwca 2010 roku pod Krzyżem Katyńskim w Krakowie przeszedł kolejny marsz pamięci w hołdzie ofiarom katastrofy w Smoleńsku.

#### Uroczystości z udziałem delegacji amerykańskich (2010 rok)
18 kwietnia 2010 roku, po pogrzebie Lecha i Marii Kaczyńskich, pod Krzyżem Katyńskim odbyła się uroczystość z udziałem ambasadora Stanów Zjednoczonych w Polsce Lee A. Feinsteina, który złożył wieniec od prezydenta Baracka Obamy i narodu amerykańskiego.
3 lipca 2010 roku pod Krzyżem Katyńskim złożyła wieniec Sekretarz Stanu USA Hillary Clinton, by w imieniu narodu amerykańskiego oddać hołd ofiarom katastrofy w Smoleńsku.

#### Obchody rocznic katastrofy
10 kwietnia 2011 roku, w pierwszą rocznicę katastrofy smoleńskiej, w Krakowie odbył się marsz pamięci mający na celu uczczenie ofiar katastrofy. Jego uczestnicy przeszli z Rynku Głównego pod Krzyż Katyński, gdzie o godzinie 8:41 pamięć ofiar katastrofy uczczono minutą ciszy. Honorowym patronem marszu była Zuzanna Kurtyka, wdowa po Januszu Kurtyce, prezesie Instytutu Pamięci Narodowej.
10 kwietnia 2012 roku, w drugą rocznicę katastrofy, z inicjatywy Stowarzyszenia "Solidarni 2010" zorganizowano w Krakowie marsz pod Krzyż Katyński; uczestniczyła w nim. m.in. Zuzanna Kurtyka.

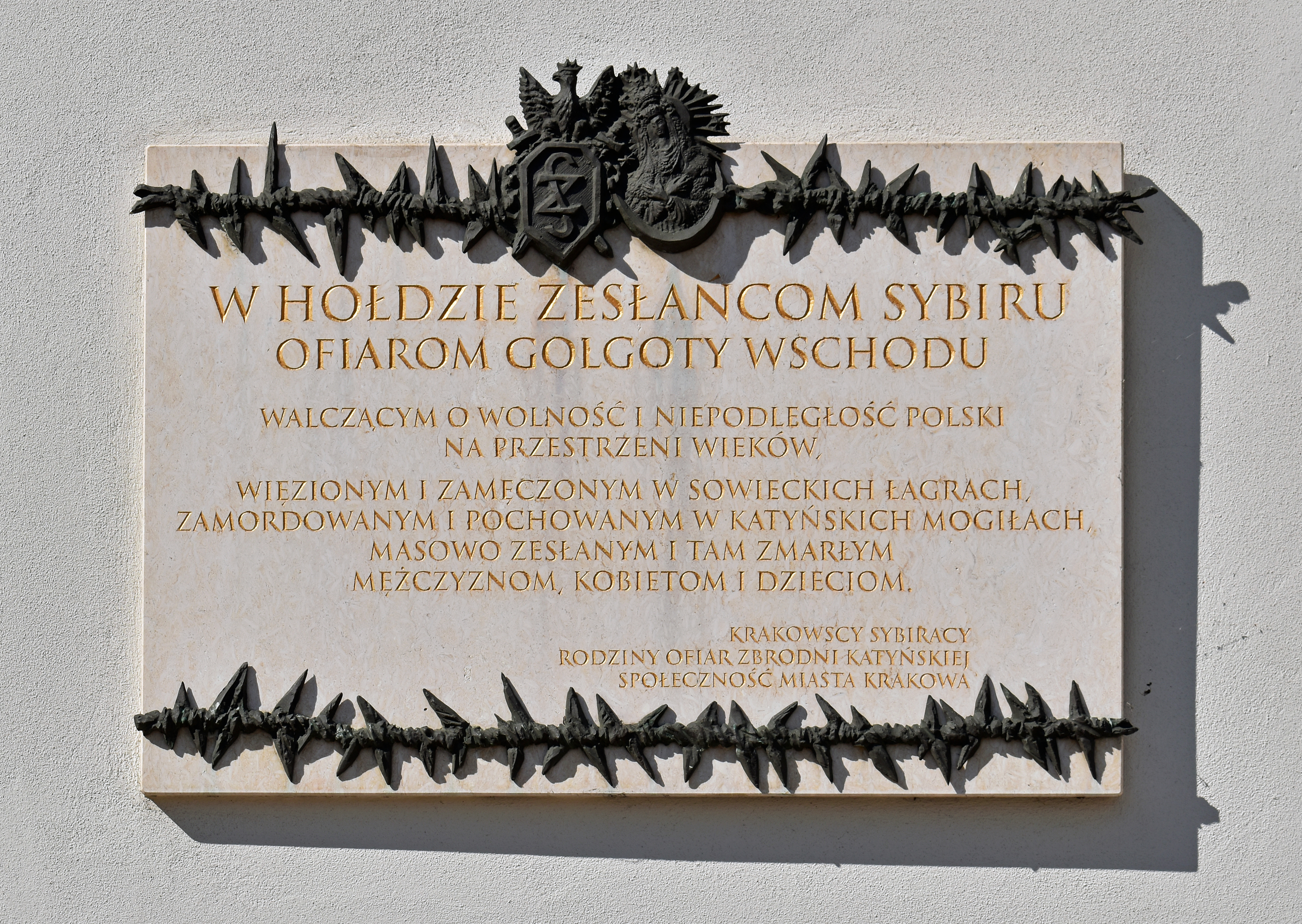
Tablica pamiątkowa.
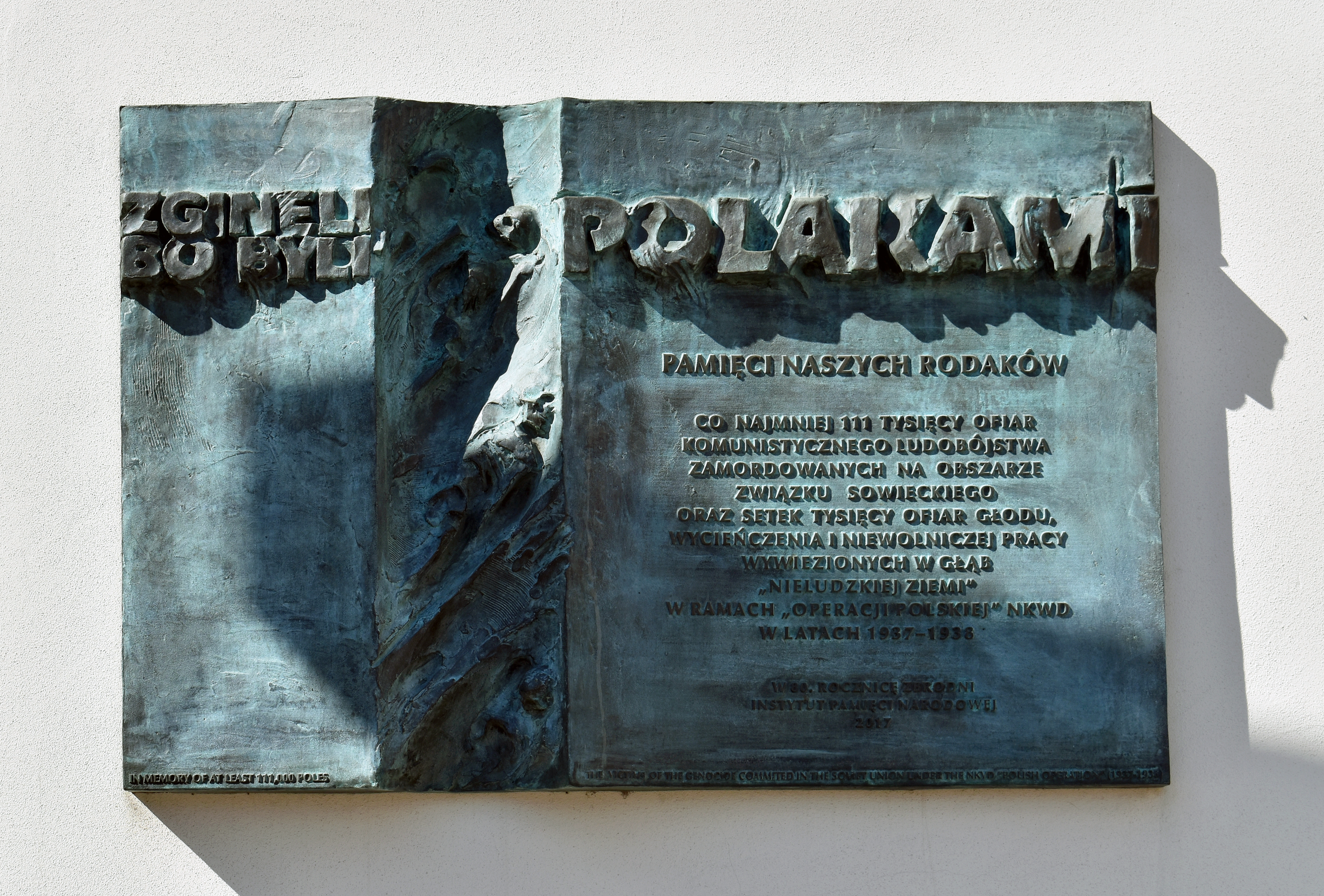
Tablica pamiątkowa.
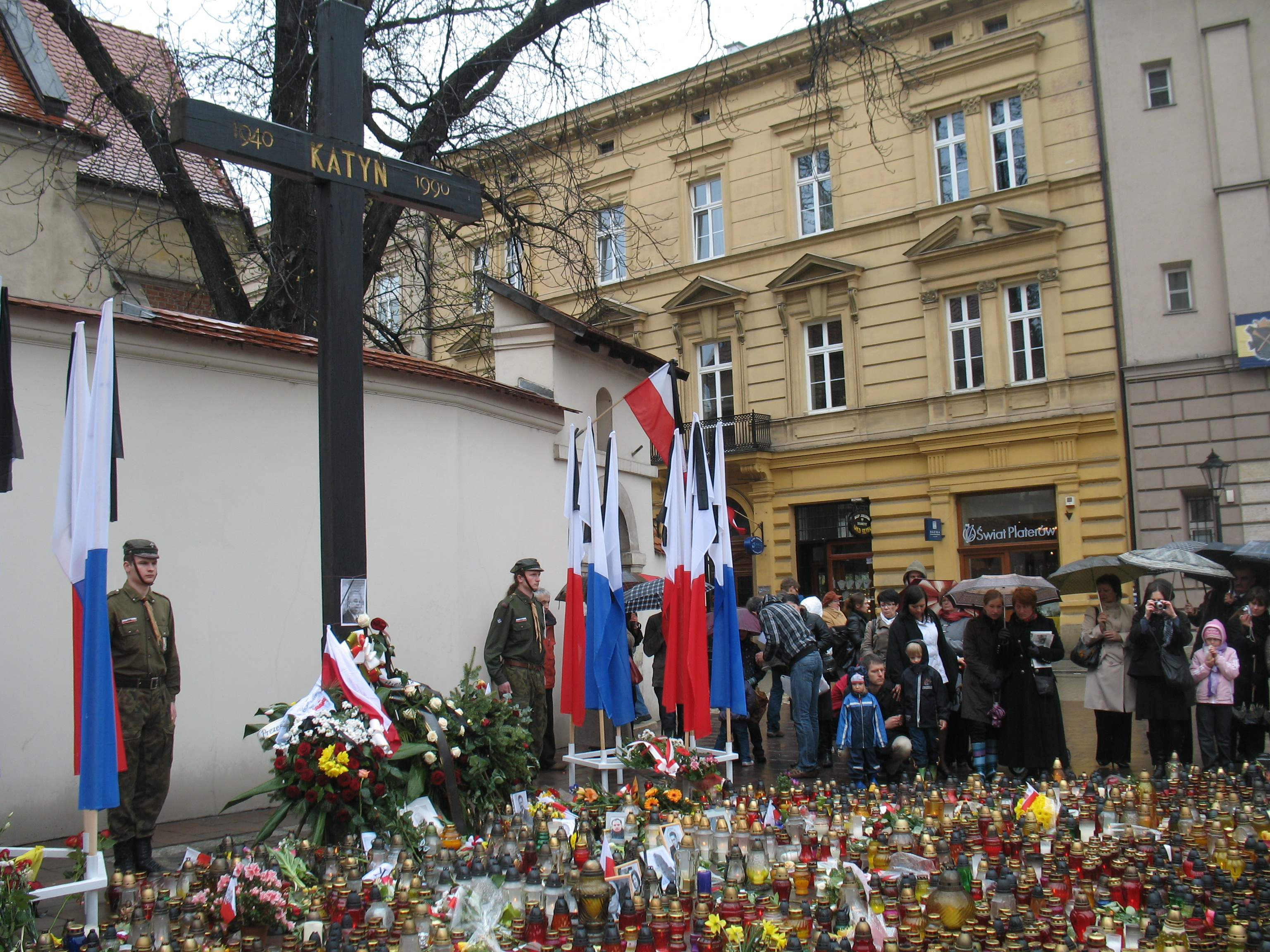
Znicze i kwiaty przed Krzyżem Katyńskim w Krakowie po katastrofie polskiego Tu-154M w Smoleńsku (11 kwietnia 2010).
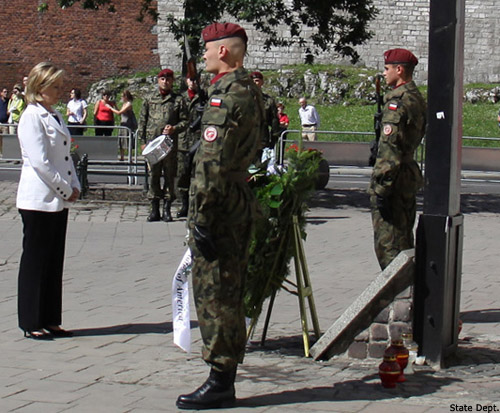
Sekretarz Stanu USA Hillary Clinton składająca wieniec pod Krzyżem Katyńskim w Krakowie w dniu 3 lipca 2010 roku.